# Chiesa di San Guniforte (Nosate)
La chiesa di San Guniforte è la parrocchiale di Nosate, in città metropolitana ed arcidiocesi di Milano; fa parte del decanato di Castano Primo.

## Storia
La chiesa di San Guniforte venne costruita nel Cinquecento e fu eretta a parrocchiale nel 1587, affrancandosi così da Castano e da Turbigo.
Negli atti delle visite pastorali avvenute tra i secoli XVI e XVII risulta che la parrocchia nosatese era compresa nella pieve di Dairago.
La chiesa venne sottoposta nel Settecento ad un rimaneggiamento in più fasi: a partire dal 1738 fu condotto un intervento di ampliamento, in occasione del quale si provvide a realizzare la facciata, mentre nel 1756 venne costruita la cappella dei Magi, successivamente dedicata al Crocifisso.
Nel 1900 l'arcivescovo Andrea Carlo Ferrari, durante la sua visita pastorale trovò che il reddito del beneficio parrocchiale era pari a 315,16 lire, che a servizio della cura d'anime v'era il solo parroco, che i fedeli ammontavano a 667 e che la chiesa di San Guniforte, in cui avevano sede la confraternita del Santissimo Sacramento e la Pia unione di San Luigi, aveva come filiale l'oratorio della Natività di Maria in Binda.
All'inizio del Novecento la struttura venne nuovamente ampliata; nel 1972, con la riorganizzazione territoriale dell'arcidiocesi voluta dal cardinale Giovanni Colombo, la parrocchia entrò a far parte del decanato di Castano Primo e nel medesimo decennio la chiesa venne adeguata alla norme postconciliari.

## Descrizione

### Esterno
La facciata a salienti della chiesa, rivolta a sudovest e ricoperta da mattoni a faccia vista, si compone verticalmente di tre parti, scandite da lesene: il corpo centrale, coronato dal timpano, presenta il portale d'ingresso e una finestra, mentre le due ali laterali sono caratterizzate da una finestra ciascuna.
Annesso alla parrocchiale è il campanile a pianta quadrata, sopraelevato nel 1735; la cella presenta su ogni lato una monofora a tutto sesto affiancata da lesene ed è corta dal tetto a quattro falde.

### Interno
L'interno dell'edificio si compone di un'unica navata, coperta dal soffitto a cassettoni, sulla quale si affacciano dieci cappelle laterali dedicate rispettivamente al fonte battesimale, all'Ultima cena, a sant'Agnese, alla Madonna del Carmelo, a san Carlo Borromeo, a san Barnaba, a san Francesco, a san Guniforte, al Crocifisso e all'Adorazione del Magi; al termine dell'aula si sviluppa il presbiterio, rialzato di alcuni gradini, voltato a crociera e chiuso dall'abside semicircolare.